# Satanic Panic in the Attic
Albums de of Montreal
Aldhils Arboretum
(2002) The Sunlandic Twins
(2005)
Satanic Panic in the Attic est le sixième album studio du groupe athénien of Montreal.
Toutes les pièces ont été écrites et composées par Kevin Barnes, à l'exception des paroles pour City Bird.

## Liste des titres
| No  | Titre                             | Durée |
| --- | --------------------------------- | ----- |
| 1.  | Disconnect the Dots               | 4:25  |
| 2.  | Lysergic Bliss                    | 4:04  |
| 3.  | Will You Come and Fetch Me        | 1:59  |
| 4.  | My British Tour Diary             | 2:19  |
| 5.  | Rapture Rapes the Muses           | 3:03  |
| 6.  | Eros' Entropic Tundra             | 3:12  |
| 7.  | City Bird                         | 2:20  |
| 8.  | Erroneous Escape into Erik Eckles | 2:48  |
| 9.  | Chrissy Kiss the Corpse           | 2:40  |
| 10. | Your Magic Is Working             | 3:42  |
| 11. | Climb the Ladder                  | 3:26  |
| 12. | How Lester Lost His Wife          | 2:31  |
| 13. | Spike the Senses                  | 3:11  |
| 14. | Vegan in Furs                     | 3:53  |